# Tom Harrell

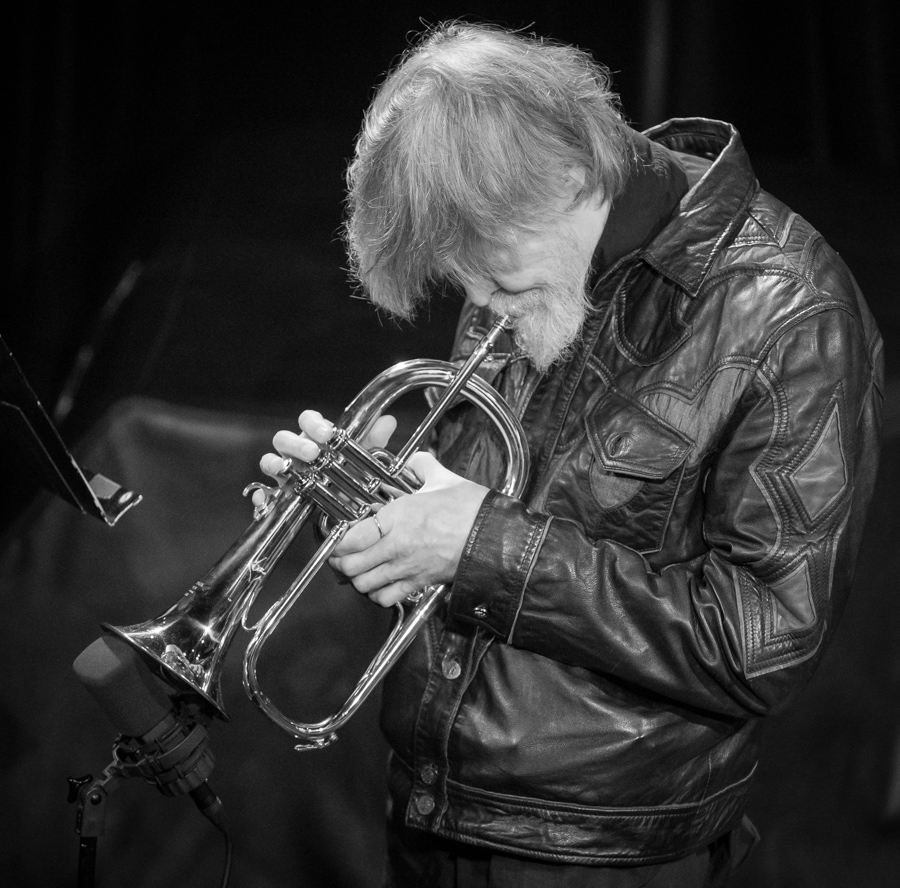
Tom Harrell na Oslo Jazzfestival 2017

Tom Harrell (* 16. června 1946) je americký jazzový trumpetista, flugelhornista, skladatel a aranžér. Harrell během své kariéry získal řadu ocenění, včetně několika ocenění Trumpeter roku od časopisu Down Beat, SESAC Jazz Award, BMI (Broadcast Music Incorporated) Composers Award a Prix Oscar du Jazz. Za album big bandu Time's Mirror získal nominaci na cenu Grammy.
Na trubku se začal učit hrát ve věku osmi let. V roce 1969 ukončil studium kompozice na Stanfordově univerzitě a hrál s orchestrem Stana Kentona.
Od roku 1989 řídí své vlastní soubory – většinou kvinteta, ale někdy i velké kapely. Vystupuje ve všech významných jazzových klubech a festivalech a pod svým vlastním jménem nahrává pro značky jako Pinnacle, Blackhawk, Criss Cross, SteepleChase, Contemporary Records, Chesky a RCA.

## Diskografie
- Visions (1987)
- Stories (1988)
- Form (1990)
- Passages (1991)
- Upswing (1993)
- Labyrinth (1996)
- Time’s Mirror (1999)
- Paradise (2001)